# A Christmas Carol (musikalbum av Majestica)
A Christmas Carol är det svenska power metal-bandet Majesticas andra studioalbum. Det släpptes i december 2020 på Nuclear Blast Records och i Japan på skivbolaget Chaos Reigns.
Skivan är ett konceptalbum som tar sin utgångspunkt i Charles Dickens En julsaga. Alla bandmedlemmar spelar olika karaktärer och bidrar med sång. Dessutom gästsjunger bland andra Anders Sköld (Veonity). Inför inspelningen hade bandet fått ett tillskott i form av trummisen Joel Kollberg, även han aktiv i Veonity.
Musikvideor spelades in till låtarna "Ghost of Marley" och "The Joy of Christmas". Skivan mixades och mastrades av Jonas Kjellgren (Raubtier, ex-Scar Symmetry, ex-Carnal Forge).

## Låtlista
1. "A Christmas Carol" (instrumental) – 1:44
2. "A Christmas Story" – 5:02
3. "Ghost of Marley" – 4:39
4. "Ghost of Christmas Past" – 5:09
5. "The Joy of Christmas" – 5:35
6. "Ghost of Christmas Present" – 4:41
7. "Ghost of Christmas to Come" – 4:26
8. "A Christmas Has Come" – 4:50
9. "A Majestic Christmas Theme" (instrumental) – 4:59

## Medverkande
Musiker
- Tommy Johansson – sång, gitarr, piano, bjällror
- Chris David – basgitarr, sång, bjällror
- Alex Oriz – gitarr, sång
- Joel Kollberg – trummor, sång

Bidragande musiker
- Anders Sköld – sång
- Henrik Lindfors – sång
- Hanne Hermansson – sång

Produktion
- Majestica – producent
- Jonas Kjellgren – mixning och mastering
- Tommy Johansson – inspelningstekniker
- Chris David – inspelningstekniker, layout
- Madeleine Andersson – konst, layout
- Cherin Nilsson – fotografi